# رودولف آیزنمنگر
رودولف آیزنمنگر (آلمانی: Rudolf Eisenmenger; ۷ اوت ۱۹۰۲ – ۳ نوامبر ۱۹۹۴) نقاش اهل اتریش بود.

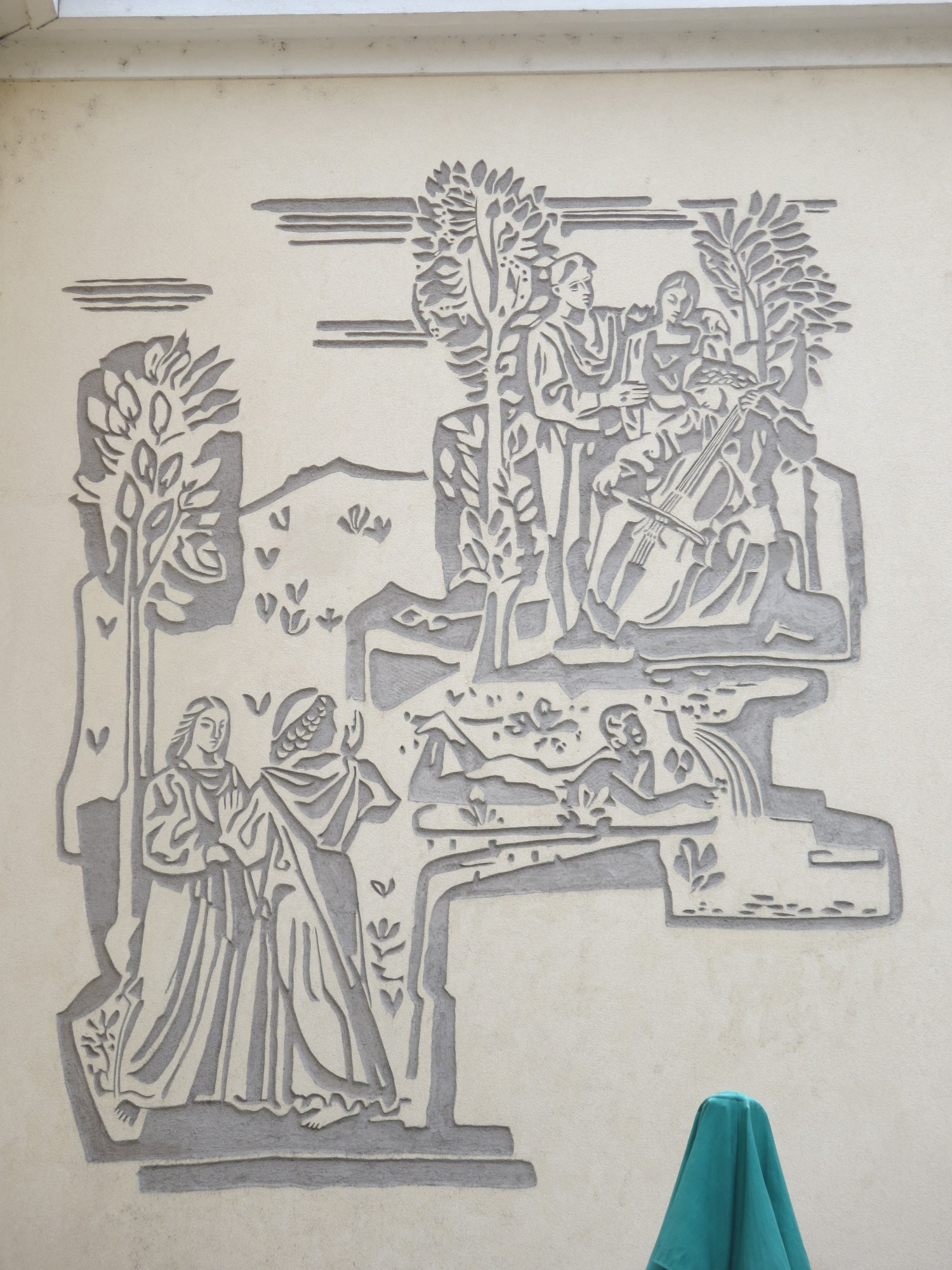
یک نقاشی اثر رودولف آیزنمنگر - ۱۹۵۱

از افتخارات وی میتوان به کسب مدال نقره نقاشی در بخش مسابقات هنری بازی‌های المپیک تابستانی ۱۹۳۶ اشاره کرد.